# Tai (peuple)
Pour les articles homonymes, voir Tai.

Répartition des langues tai-kadai. Les langues tai au sens strict sont indiquées en jaune (tai du Nord), vermillon (tai central) et orangé (tai du Sud-Ouest)

On appelle Tai les différentes populations de langues tai, qui, en Chine sont appelées Dai.
Ces populations, assez différentes les unes des autres, peuvent avoir des origines ethniques diverses et des religions différentes. On les trouve du sud de la Chine au nord-est de l'Inde en passant par le Vietnam, le Laos et la Birmanie :
- Les Zhuang du Guangxi en Chine du Sud ;
- Les Nung en Chine, Viêtnam, Laos et Thaïlande ;
- Les Tai Lue en Chine et au Laos ;
- Les Tai krao ou « Tai Blancs » en Chine, Viêt Nam et Laos ;
- Les Tai dam ou « Tai Noirs » au Laos et Viêt Nam ;
- Les Tai Daeng ou « Tai Rouges » au Laos et Viêt Nam également ;
- Les Lao au Laos ;
- Les Thai Isan au nord-est de la Thaïlande ;
- Les Thai du Nord, encore appelés Lanna ou Thai Yuan, en Thaïlande ;
- Les Thai, population majoritaire de Thaïlande ;
- Les Shan ou Thai Yai de Birmanie ;
- Les Tai Phake, Khamtis, Aiton, Khamyang de l'Assam en Inde.